# خانه شاد
خانهٔ شاد (انگلیسی: Happy Home؛‏ کره‌ای: 가화만사성) مجموعه تلویزیونی محصول کره جنوبی سال ۲۰۱۶ با بازی کیم یونگ چول، وون می کیونگ، کیم سو یون، لی سانگ وو و لی پیل مو است. این مجموعه از ۲۷ فوریه تا ۲۱ اوت ۲۰۱۶، روزهای شنبه و یکشنبه ساعت ۲۰:۴۵ (کی‌اس‌تی) از ام‌بی‌سی برای ۵۱ قسمت پخش شد.

## بازیگران

### اصلی
- کیم یونگ چول در نقش بونگ سام بونگ
  - پارک مین سانگ در نقش جوانی سام بوک
  - پارک هون در نقش جوانی سام بونگ
- وون می کیونگ در نقش به سوک نیو
  - لی بوم در نقش جوانی سوک نیو
- کیم سو یون در نقش بونگ هه ریونگ
- لی سانگ وو در نقش سو جی گون
- لی پیل مو در نقش یو هیون گی

### فرعی
- کیم جی هو در نقش هان می سون
- جانگ این سوب در نقش بونگ مان هو
- چوی یون سو در نقش بونگ هه وون[۲][۳][۴]
- جی سو وون در نقش بونگ سام سوک
  - سونگ هی سو در نقش جوانی سام سوک
- یون دا هون در نقش بونگ سام شیک
  - پارک سونگ جون در نقش جوانی سام شیک
- سو هی جونگ در نقش اوه مین جونگ
- لی نا یون در نقش بونگ جین هوا
- کیم سا رانگ در نقش بونگ سون هوا
- یون سوک هو در نقش بونگ سام گو
- آن هیو سوپ در نقش چوی چول سو